# Joachim Spiegel
Joachim Spiegel (* 16. Juni 1911 in Berlin; † 1. November 1989 in Nürtingen) war ein deutscher Ägyptologe.

## Leben
Joachim Spiegel studierte ab 1929 Ägyptologie an der Universität Berlin, wo er 1935 bei Hermann Grapow promoviert wurde. 1935/36 war Assistent an der Universität Leipzig bei Walther Wolf, 1937 erfolgte dort seine Habilitation. Für 1936/37 erhielt er das Reisestipendium des Deutschen Archäologischen Instituts. Danach blieb er bis 1940 in Kairo, konnte jedoch als Nichtmitglied der NSDAP an der dortigen Abteilung des Deutschen Archäologischen Instituts keine feste Stelle erhalten; er war jedoch in Kairo auch menschlich wenig beliebt.
Von 1941 bis 1945 war Spiegel aufgrund seiner Arabischkenntnisse für den deutschen Propagandasender des Auswärtigen Amtes für Arabien tätig, zunächst mit Dienstsitz im besetzten Athen, dann im besetzten Belgrad, zuletzt in Berlin.
1945 wurde er Privatdozent an der Universität Göttingen, 1950 bis 1952 war er kommissarischer Leiter des dortigen ägyptologischen Instituts, 1957 wurde er zum außerplanmäßigen Professor für Ägyptologie ernannt.